# Liniker
Liniker de Barros Ferreira Campos, coneguda monònimament com a Liniker   (Araraquara, 3 de juliol de 1995), és una cantant, compositora, actriu i artista visual brasilera. Es mou entre el soul i la música negra. Va formar part del grup Liniker e os Caramelows.
Com a dona trans negra, la seva obra tracta la negritud i situacions quotidianes de la vida afectiva (com el flirteig, el sexe i l'atracció no corresposta), i és aclamada per la jovenalla LGBT+.
Forma part d'una generació d'artistes populars obertament trans de la música brasilera, en què s'emmarquen el grup As Bahias e a Cozinha Mineira i la cantant Linn da Quebrada.

## Vida primerenca
Provinent d'una família de músics humils, va ser batejada Liniker en homenatge al futbolista anglès Gary Lineker, el màxim golejador de la Copa del Món del 1986. Va ser negligida pel pare i criada per la mare soltera, que cuidava d'ella i el seu germà petit. Va créixer al ritme de la samba, samba-rock i el soul. Malgrat el seu talent vocal precoç, no s'exhibia gaire com a cantant justament perquè l'envoltaven professionals; només s'hi va atrevir després de començar a fer teatre a l'adolescència.
Quan tenia 12 anys, va viure diversos episodis d'abús sexual de persones pròximes a la família.

## Carrera
El 2015, gràcies al llançament de Cru, el primer EP dins la formació Liniker e os Caramelows, va ser comparada per la premsa amb Tim Maia, el «rei del soul brasiler». Van seguir a Cru els discos Remonta del 2016 i Goela Abaixo del 2019. Més endavant, el 2021, es va desvincular del grup i va editar el primer àlbum com a solista, Indigo Borboleta Anil.
El novembre del 2022, va actuar en el Primavera Sound de São Paulo, juntament amb artistes com L7nnon, Arctic Monkeys, Björk, Travis Scott i Beach House.

## Estil

### Gènere
La seva obra s'emmarca generalment en el soul i la música negra. Tanmateix, també incorpora sons i elements del funk, l'R&B i la samba-rock. De fet, el soul, la samba-rock i la samba en si van influir-la des de ben petita.

### Influències
Alguns dels referents de l'artista són Clube do Balanço, Cartola, Elza Soares, Etta James, Nina Simone, Caetano Veloso, Gilberto Gil, Gal Costa, Tulipa Ruiz, Tássia Reis, Tim Maia i Whitney Houston, a banda dels seus familiars mateix.

## Reconeixements
El 2022, es va convertir en la primera dona trans guardonada als Premis Grammy Llatins en rebre el Premi al Millor Àlbum de Música Popular Brasilera per Indigo Borboleta Anil. Per la baixa consideració de la comunitat LGBTQ al Brasil, això va ser entès com una fita de caràcter social.

## Discografia

### Amb Os Caramelows
- Cru (2015, EP)
- Remonta (2016)
- Goela Abaixo (2019)

### En solitari
- Indigo Borboleta Anil (2021)

## Filmografia

### Cinema
| Any  | Títol         | Rol          | Ref.  |
| ---- | ------------- | ------------ | ----- |
| 2018 | Bixa Travesty | Ella mateixa | [ 7 ] |

### Televisió
| Any   | Títol              | Rol          | Ref.   |
| ----- | ------------------ | ------------ | ------ |
| 2018  | 3%                 | Ella mateixa | [ 8 ]  |
| 2021- | Manhãs de Setembro | Cassandra    | [ 9 ]  |
| 2022  | Cara e Coragem     | Ella mateixa | [ 10 ] |